# Q0
Q0（きゅーぜろ）は画像フォーマットの一つ。無圧縮のフルカラー画像フォーマットである。Nifty ServeのFQLDフォーラムやPC-VANのQLDシグで主に使われていた画像フォーマット。拡張子は.q0
中身は単純にRed Green Blueのデータが1byteずつ順番に格納されているだけのバイナリファイルである。.RGBと言われる形式のフルカラー画像フォーマットと中身は同じである。
サイズは、PC9801シリーズ用のフレームバッファ（MS-DOS時代のフルカラー表示の為の拡張カード）の標準だった640x400を想定しており、それ以外のサイズに対しては.falや.iprなどの定義ファイルを付加する事で対応していた。
フルカラー画像交換形式としてJPEGが普及するとデータの非可逆保存用途のみに使われるようになり、徐々に使われなくなっていった。